# Vítězslav Deršák
Vítězslav Deršák (9. června 1919 – ?) byl český fotbalový brankář. Kromě fotbalu se věnoval také atletice, překonal i slovenský rekord ve skoku vysokém. Jeho bratři Jaroslav Deršák a Zdeněk Deršák byli také ligoví fotbalisté.

## Fotbalová kariéra
V československé lize hrál za ŠK Bratislava a SK Slavia Praha. Nastoupil v 50 ligových utkáních. Se Slavií získal třikrát ligový titul.

## Ligová bilance
| Ročník                       | Zápasy | Góly | Klub            |
| ---------------------------- | ------ | ---- | --------------- |
| Státní liga 1937/38 (fotbal) | 4      | 0    | ŠK Bratislava   |
| Státní liga 1938/39 (fotbal) | 13     | 0    | ŠK Bratislava   |
| Národní liga 1939/40         | 15     | 0    | SK Slavia Praha |
| Národní liga 1940/41         | 1      | 0    | SK Slavia Praha |
| Národní liga 1942/43         | 1      | 0    | SK Slavia Praha |
| Státní liga 1946/47          | 3      | 0    | SK Slavia Praha |
| Státní liga 1947/48          | 7      | 0    | SK Slavia Praha |
| Státní liga 1948             | 6      | 0    | SK Slavia Praha |
| CELKEM                       | 50     | 0    |                 |